# Shelbina
Shelbina är en ort i Shelby County i Missouri. Vid 2010 års folkräkning hade Shelbina 1 704 invånare.